# Mika Poutala
Mika Poutala (* 20. června 1983 Helsinky) je finský rychlobruslař.
V roce 2000 se poprvé představil na Mistrovství světa juniorů, ve Světovém poháru debutoval v roce 2002. Na sprinterských světových šampionátech dosáhl nejvýše čtvrté příčky v roce 2012, čtvrtý byl i na trati 500 m na MS 2009, 2011 a 2016. Zúčastnil se zimních olympijských her v letech 2006 (500 m – 22. místo, 1000 m – 26. místo), 2010 (500 m – 5. místo, 1000 m – 8. místo), 2014 (500 m – 29. místo) a 2018 (500 m – 4. místo, 1000 m – 16. místo). Na Mistrovství Evropy 2018 získal stříbrné medaile v závodě na 500 m a v týmovém sprintu.